# Belén García
Belén García, née le 26 juillet 1999 à L'Ametlla del Vallès, est une pilote automobile espagnole. Elle participe au championnat W Series en 2022.

## Vie personnelle
Belén García est née à L'Ametlla del Vallès, près de Barcelone. Ses parents sont à la tête de Al Kamel Systems, société spécialisée dans le chronométrage des compétitions automobiles. Son père a également été pilote de rallye professionnel. En parallèle de sa carrière de pilote, García est perchiste au sein du club Atletic Granollers. Elle n'a aucun lien de parenté avec Marta García.

## Biographie

### Débuts en monoplace
García débute le karting en 2015 dans le championnat d'Espagne, où elle termine dixième dans la catégorie KZ2 Senior en 2018. Elle fait ses débuts en monoplace l'année suivante dans le championnat d'Espagne de Formule 4 avec l'écurie Global Racing Service. Elle devient la première femme à remporter une course de Formule 4 en s'imposant dès sa deuxième course en Navarre. Cette performance constitue également son seul podium de la saison, puisqu'elle ne parvient pas à faire mieux que septième tout au long de l'année. Elle se classe quinzième du championnat à égalité de points avec sa compatriote Nerea Martí, mais remporte le classement la catégorie féminine,.

### W Series
En 2020, García se qualifie pour disputer le nouveau championnat de W Series en 2020,,. Elle devait également participer à quelques courses en Formula Renault Eurocup. La pandémie de Covid-19 provoque cependant l'annulation des W Series et le forfait de Global Racing en Formule Renault, la laissant sans volant. Elle opte pour un retour temporaire en karting terminant septième de la catégorie KZ dans le championnat espagnol, devant l'ancien pilote de Formule 1 Roberto Merhi. Elle participe également à la dernière manche du championnat d'Espagne d'endurance en Aragon, où elle rejoint NM Racing Team aux côtés de son père au volant d'une Ginetta G55 GT4. Elle termine sixième de la première course et dixième de la seconde course, mais étant une pilote invitée, elle est inéligible aux points.
En 2021, elle fait ses débuts en W Series tout en participant à quelques courses en Formule Régionale Européenne avec G4 Racing. Sa saison en W Series débute au Red Bull Ring où elle se qualifie troisième, mais retombe neuvième après une erreur au virage 6 avant de remonter au quatrième rang. Elle ne parvient cependant pas à réitérer cette performance au cours de la saison. Elle se classe dixième du championnat avec 28 points.
Elle dispute une nouvelle saison dans le championnat en 2022, chez Quantfury Team, avec Nerea Martí en tant que coéquipière. Elle parvient à marquer des points lors de six des sept manches de la saison, et monte sur le podium au Castellet en finissant deuxième. Les trois dernières manches de la saison sont annulées pour raisons budgétaires. Elle se classe cinquième du championnat avec 58 points, devant sa coéquipière.

### Endurance
Après l'annulation des dernières manches de la saison 2022 des W Series, García se tourne vers l'endurance. Elle débute en LMP3 lors de la dernière manche de la Michelin Le Mans Cup à Portimão en octobre, dans l'équipe CD Sport, aux côtés du pilote chinois Huilin Han. Une longue période de drapeau rouge perturbe sa course, ne lui laissant que de vingt minutes de pilotage au cours de l'épreuve. Elle termine dix-septième. Elle décrit plus tard cette expérience comme « très amusante » et déclare également être « impatiente de reconduire une voiture comme celle-ci ». 
En fin de saison, elle prend part à l'Ultimate Cup Series, disputée au Castellet, au volant d'une voiture de l'écurie Graff Racing. Dès le début de la course, elle se montre très rapide en dominant la première séance de warm-up avec plus d'une seconde d'avance sur le nouveau champion Lucca Allen,. Victime d'un problème en qualification, elle et ses coéquipiers Éric Trouillet et Sébastien Page doivent s'élancer depuis la dixième place. A la fin de la première heure de course, son équipage prend la tête de l'épreuve après avoir effectué une grosse remontée et remporte la victoire avec une avance de 76 secondes. Elle réalise le second meilleur temps de l'épreuve derrière le vétéran de la catégorie Matt Bell.
García, Trouillet et Page sont officialisés pour la saison 2023 de l'Asian Le Mans Series, au volant d'une Ligier JS P320 de l'écurie Graff Racing.

## Carrière

### Résultats en course automobile
| Saison | Championnat                        | Écurie                  | Courses | Victoires | Pole positions | Meilleurs tours | Podiums | Points | Classement |
| ------ | ---------------------------------- | ----------------------- | ------- | --------- | -------------- | --------------- | ------- | ------ | ---------- |
| 2019   | Championnat d'Espagne de Formule 4 | Global Racing Service   | 21      | 1         | 0              | 0               | 1       | 35     | 15e        |
| 2020   | Championnat d'Espagne d'endurance  | NR Racing Team          | 2       | 0         | 0              | 0               | 0       | 0†     | n.c        |
| 2021   | W Series                           | Scuderia W              | 8       | 0         | 0              | 0               | 0       | 28     | 10e        |
| 2021   | Formule Régionale Europe           | G4 Racing               | 8       | 0         | 0              | 0               | 0       | 0      | 39e        |
| 2022   | W Series                           | Quantfury W Series Team | 7       | 0         | 0              | 0               | 1       | 58     | 5e         |
| 2022   | Michelin Le Mans Cup               | CD Sport                | 1       | 0         | 0              | 0               | 0       | 0      | 49e        |
| 2022   | Ultimate Cup Series                | Graff Racing            | 1       | 1         | 0              | 0               | 1       | 50     | 5e         |
| 2023   | Asian Le Mans Series               | Graff Racing            | 4       | 0         | 0              | 0               | 0       | 14     | 11e        |
| 2023   | Michelin Le Mans Cup               | 360 Racing              | 1       | 0         | 0              | 0               | 0       | 0      | 15e        |
| 2023   | Prototype Cup Germany              | Van Ommen Racing        | 2       | 0         | 0              | 0               | 0       | 26     | 20e        |

† García étant une pilote invitée, elle était inéligible aux points.